# Volker Busskamp

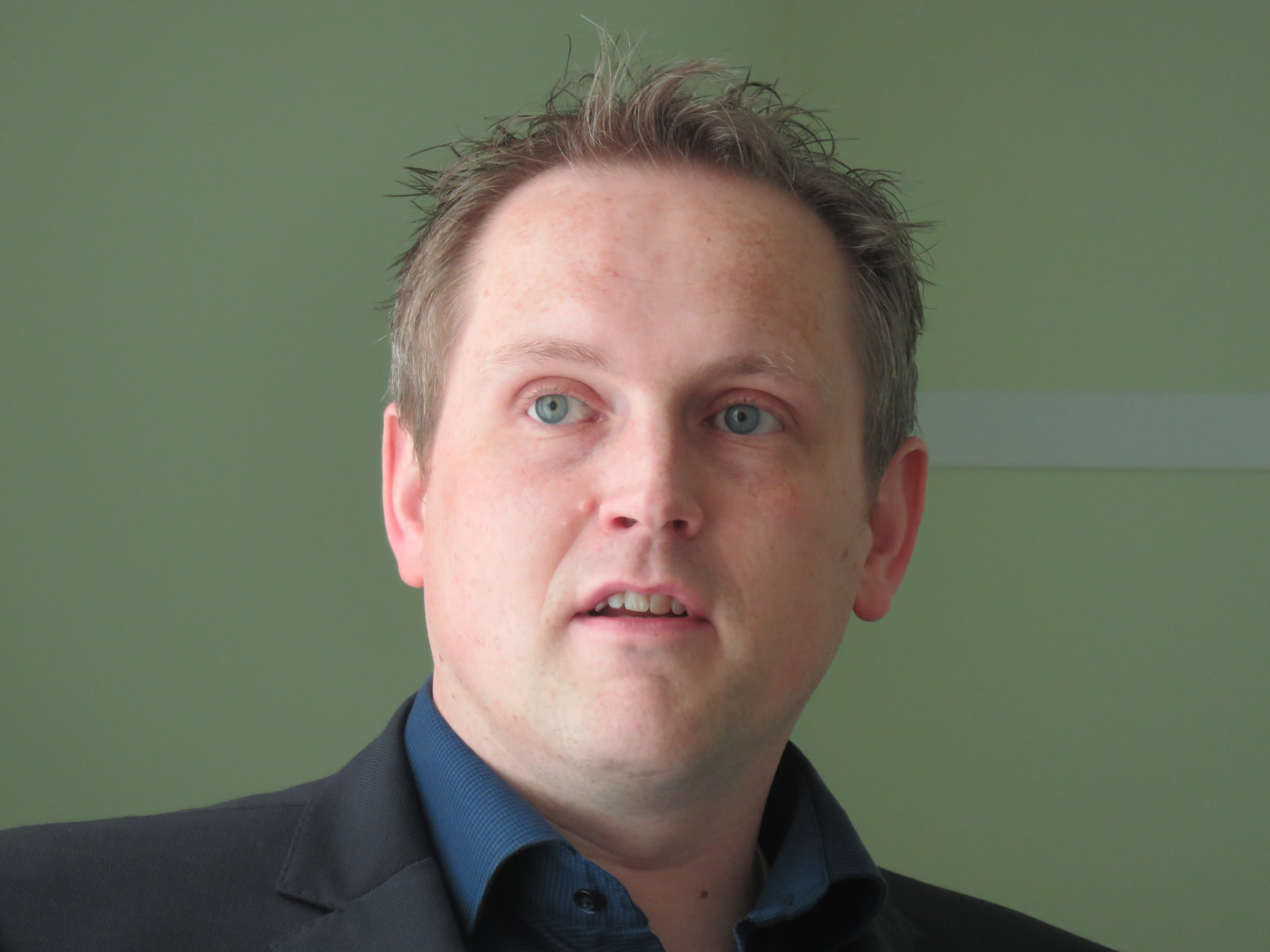
Volker Busskamp, 2017

Volker Busskamp (* 25. Dezember 1980 in Bocholt) ist ein deutscher Biologe (Biotechnologie, Neurowissenschaften, Stammzellenforschung).

## Leben
Volker Busskamp studierte ab 2001 Biotechnologie an der TU Braunschweig mit dem Diplom 2006 und erhielt 2007 sein Diplom (DEA) in Biologie an der Universität Genf. 2010 wurde er an der  Universität Basel und dem Friedrich Miescher Institut bei Botond Roska promoviert. Er war als Post-Doktorand von 2011 bis 2014 an der Harvard Medical School bei George M. Church. Seit 2014 ist er Leiter einer Forschungsgruppe am Zentrum für Regenerative Therapien Dresden (CRT).

## Forschung
Busskamp ist für die Untersuchung von neuronalen Schaltkreisen in vitro bekannt, wobei er die verschiedenen Typen von Nervenzellen aus Induzierten Pluripotenten Stammzellen gewinnt.
Außerdem ist es ihm mit Hilfe von Gentherapie bei Mäusen gelungen Retinitis pigmentosa, eine Form angeborener Blindheit, teilweise zu heilen. Dazu benutzten sie Adeno-assoziierte Viren, um Halorhodopsin (eine lichtangetriebene Chloridpumpe von Halobakterien ähnlich Rhodopsin) in die Sehzäpfchen einzubauen. Er identifizierte außerdem zwei microRNAs, die für die Funktionsfähigkeit der Photorezeptoren notwendig sind und ebenfalls Ansätze für Therapien bilden. Er hält mehrere Patente.
2017 erhielt er den Paul-Ehrlich-und-Ludwig-Darmstaedter-Nachwuchspreis. 2015 erhielt er einen ERC Starting Grant. 2011 erhielt er den Retina pigmentosa Forschungspreis.

## Schriften (Auswahl)
- V. Busskamp, N. E. Lewis, P. Guye, A. H. M. Ng, S. L. Shipman, S. E. Byrne, J. Murn, N. E. Sanjana, S. Li, Y. Li, M. Stadler, R. Weiss, G. M. Church: Rapid neurogenesis through transcriptional activation in human stem cells. In: Molecular Systems Biology. Band 10,  2014, S. 760.
- V. Busskamp, J. Krol, D. Nelidova, J. Daum, T. Szikra, B. Tsuda, J. Jüttner, K. Farrow, B. Gross-Scherf, C. P. Patino-Alvarez, C. Genoud, V. Sothilingam, N. Tanimoto, M. Stadler, M. Seeliger, M. Stoffel, M. Filipowicz, B. Roska: MicroRNAs 182 and 183 are necessary to maintain adult cone photoreceptor outer segments and visual function. In: Neuron. Band 83, 2014, S. 586–600.
- V. Busskamp, J. Duebel, D. Balya, M. Fradot, T. J. Viney, S. Siegert, A. C. Groner, E. Cabuy, V. Forster, M. Seeliger, M. Biel, P. Humphries, M. Paques, S. Mohand-Said, D. Trono, K. Deisseroth, J. A. Sahel, S. Picaud, B. Roska: Genetic Reactivation of Cone Photoreceptors Restores Visual Responses in Retinitis pigmentosa. In: Science. Band 329, 2010, S. 413–417.
- J. Krol, V. Busskamp, I. Markiewicz, M. B. Stadler, S. Ribi, J. Richter, J. Duebel, S. Bicker, H. J. Fehling, D. Schübeler, T. G. Oertner, G. Schratt, M. Bibel, B. Roska, W. Filipowicz: Characterizing light-regulated retinal microRNAs reveals rapid turnover as a common property of neuronal microRNAs. In: Cell. Band 141, 2010, S. 618–31.
- V. Busskamp, S. Picaud, J. A. Sahel, B. Roska: Optogenetic therapy for retinitis pigmentosa. In: Gene therapy. Band 19, 2012, S. 169–175